# Apurímac (rijeka)
Apurímac (špa. Río Apurímac) je rijeka u Južnoj Americi, koja izvire u južnom Peru, ispod 5.597 m visokog vrha Nevado Mismi u Andama, protječe 730 km, te se nakon sutoka s rijekom Mantaro, nastavlja kao rijeka Ene. 
Izvor rijeka Apurímac najudaljeniji je izvor rijeke Amazone, tako što rijeka Ene sutokom s rijekom Perené se nastavlja kao rijeka Tambo, koja pak sutokom s rijekom Urubamba se nastavlja se kao Ucayali, a rijeke Ucayali i Marañón oblikuju Amazonu.
Ponegdje se i čitav vodotok rijeke Apurimac od izvora, zajedno s rijekama Ene i Tambo, sve do rijeke Ucayali, naziva Apurimac, s duljinom od 1.069,80 km.